# Mademoiselle Etchiko
Pour plus de détails, voir Fiche technique et Distribution.
Mademoiselle Etchiko est un court métrage français d'André Hugon, sorti en 1913. C'est le premier film dans lequel apparaît Denise Grey à l'âge de 17 ans.

## Fiche technique
- Titre : Mademoiselle Etchiko
- Réalisation : André Hugon
- Pays d'origine : France
- Format : noir et blanc — film muet
- Genre : court métrage
- Date de sortie : 1913

## Distribution
- Denise Grey